# Girolamo Sirchia
Girolamo Sirchia (ur. 14 września 1933 w Mediolanie) – włoski lekarz i polityk, parlamentarzysta, od 2001 do 2005 minister zdrowia.

## Życiorys
Absolwent studiów medycznych na Uniwersytecie w Mediolanie, specjalizował się w chorobach wewnętrznych i immunohematologii. Pracował jako lekarz w Mediolanie, zajmował się m.in. kwestią przeszczepów. Był założycielem i przewodniczącym Nord Italia Transplant, międzyregionalnego centrum transplantologicznego.
Zaangażował się w działalność polityczną w ramach Forza Italia. W 1999 został asesorem w administracji miejskiej Mediolanu, gdzie odpowiadał za służby społeczne. W 2001 z ramienia FI uzyskał mandat posła do Izby Deputowanych XIV kadencji, który wykonywał do 2006. Od czerwca 2001 do kwietnia 2005 sprawował urząd ministra zdrowia w drugim rządzie Silvia Berlusconiego.
Był później oskarżony w postępowaniu karnym o malwersacje finansowe i łapówkarstwo, za co w pierwszej instancji został skazany na karę 3 lat pozbawienia wolności. W wyniku apelacji w 2010 uniewinniono go od zarzutu korupcji, a karę pozbawienia wolności obniżono do 5 miesięcy.